# Sankt Tryfons kyrka, Mali Mokri Lug
Sankt Tryfons kyrka (serbisk kyrilliska: Црква Светог Трифуна; latinska: Crkva Svetog Trifuna) är en serbisk-ortodox kyrkobyggnad belägen i tätorten Mali Mokri Lug i kommunen Zvezdara, i Serbiens huvudstad Belgrad.
Kyrkan är helgad åt Sankt Tryfon av Campsada och tillhör Belgrads och Karlovcis ärkebiskopsdöme.

## Historik
Sankt Tryfons kyrka i Mali Mokri Lug byggdes år 1995.